# Massaker von Uman
Das Massaker von Uman war ein Massaker an Polen und Juden, das im Juni 1768 in der Stadt Uman im polnischen Teil der Ukraine stattfand.
Das Massaker fand im Verlauf des Kolijiwschtschyna-Aufstandes der Hajdamaken unter Leitung von Maksym Salisnjak und Iwan Gonta statt, nachdem es den Hajdamaken gelungen war, das Handelszentrum der rechtsufrigen Ukraine Uman zu erobern.

## Verlauf
Die Stadt, zu jener Zeit voll mit jüdischen und polnischen Flüchtlingen, wurde vom 17. Juni 1768 an durch die Hajdamaken belagert. Nach Verhandlungen des Stadtkommandanten von Uman mit dem Kosakenführer Salisnjak wurde die Stadt gegen die Garantie, das Leben der polnischen Adeligen zu schonen, den Aufständischen übergeben. Diese jedoch begannen, entgegen der Abmachung, sofort nach dem Eindringen in die Stadt ein Gemetzel unter den dortigen Juden und Polen. 3000 Juden flohen in die Synagoge und verschanzten sich dort, woraufhin Gonta den Eingang der Synagoge mit einer Kanone unter Beschuss nehmen ließ. Nachdem der Zugang zur Synagoge frei war, stürmten die Hajdamaken das Gebäude und fielen über die dorthin geflüchteten Menschen her.
Nach dem Massaker an den Juden wurden noch zahlreiche Polen umgebracht. Nach Andreas Kappeler sollen allein in Uman 2000 Polen und Juden umgebracht worden sein.
Die Juden des gesamten Umkreises von Uman flohen und wurden von Ort zu Ort gejagt, wobei viele von ihnen verhungerten oder bei der Flucht über den Dnister ertranken. Insgesamt ermordeten die Hajdamaken schätzungsweise etwa 20.000 Juden und Polen. Diejenigen der Geflüchteten, die die Stadt Bender erreichen konnten, wurden von den Tataren gefangen und in die Sklaverei verkauft.
Nach dem Massaker erklärte sich Salisnjak zum neuen Hetman eines wiedergestellten Hetmanats.
Am 8. Juli 1768 wurde Salisnjak zusammen mit nahezu seinem gesamten Offiziersstab auf Anordnung der russischen Kaiserin Katharina II. vom russischen General Michail Kretschetnikow (Михаил Никитич Кречетников) verhaftet und abgeurteilt.